# پردیس سینماگالری ملت
متن چپ‌چین‌شده
پردیس سینماگالری ملت یا پردیس سینمایی ملت در منطقه ۳ شهرداری تهران و در زمینی کشیده و با شکلی نامعین به مساحت ۶۰۰۰ متر مربع و زیربنای ۱۵۰۰۰ متر در منتهی‌الیه جنوب غربی بوستان ملت (پارک ملت) احداث گردیده‌است.
این مجموعه با توجه به استقرار در محوطه پارک از کلیه مزایای آن به عنوان محوطه بهره‌مند است. 
این سینما با طرحی از مهندسین مشاور حرکت سیال (رضا دانشمیر و کاترین اسپریدونف) توسط سازمان توسعه فضاهای فرهنگی ساخته شده‌ است.
پردیس ملت در زمان افتتاح در سال ۸۷ دارای چهار سالن با ظرفیتی حدود ۲۷۸ نفر و یک سالن با ظرفیت ۳۰ نفر بود ، که در سال ۹۸  شش سالن سینما و یک سالن همایش به این مجموعه اضافه شد. افزایش سالن ها با طراحی مهندس آیدین طلوعی به گونه ای بود که هیچ تغییری در معماری داخلی و نمای ساختمان ایجاد نشد.

## جوایز طراحی معماری پردیس ملت
ساختمان پردیس ملت از طراحی کم نظیری در تهران بهره میبرد که این طراحی زیبا موفق به کسب جایزه پروژه منتخب در فستیوال ۲۰۰۹ بارسلونا و رتبه اول جایزه معمار در سال ۱۳۸۷ شد.

## معرفی مجموعه پردیس ملت
پردیس ملت دارای ۱۱ سالن نمایش مخصوص سینما و یک سالن مخصوص انواع تجمعات فرهنگی است.
این مجموعه فضاهای مناسبی جهت برگزاری جشنواره ها و نمایشگاه های مختلف دارد.
در مجموعه پردیس ملت یک گالری با امکانات پیشرفته نور پردازی جهت برگزاری نمایشگاه های مختلف هنری وجود دارد.
فودکورتی با انواع غذاهای ایرانی و فرنگی در محیطی زیبا و چشم اندازی کم نظیر در این مجموعه فعال است.
چهار سالن‌ این سینما مجهز به سیستم پخش دالبی دیجیتال می‌باشد.
سالن شماره ۷ پردیس ملت ، از سالن های ویژه تهران است که به طور کامل مبله است.
جدا از سالن تجمعات ، یکی از سالنهای سینما نیز دارای سن می‌باشد و امکان برگزاری همایشها، میزگردها و کنسرت موسیقی را دارد. همچنین کلیه امکانات درون سالن‌های سینماها خود-اطفا و ضدحریق هستند.
به زودی پارکینگ و سایر امکانات جانبی این سینما نیز افتتاح خواهند شد.

## برگزاری جشنواره فیلم فجر
پردیس ملت در سال ۹۴ برای اولین بار به عنوان کاخ مردمی در جشنواره فیلم فجر قرار گرفت، همچنین در سال ۹۵ نیز برای تجربه دوم، از طرف ستاد برگزاری سی و پنجمین جشنواره فیلم فجر به عنوان کاخ مردمی معرفی شد، تا مردم بتوانند با سازندگان و دست‌اندرکاران فیلم‌های فجر در ارتباط باشند و فیلم سازان واهالی سینما نیز آثار خود را در معرض دید علاقه‌مندان و بازدید کنندگان قرار دهند.
پردیس ملت در سه دوره متوالی از سال ۹۶ تا ۹۸ به عنوان کاخ اصلی در جشنواره فیلم فجر میزبان اهالی رسانه و سینما بود.
بعد از شیوع کرونا ، در سی و نهمین دوره جشنواره فیلم فجر پردیس ملت همراه با برج میلاد، به طور مشترک میزبان اهالی رسانه و سینما بود.

## نگارخانه

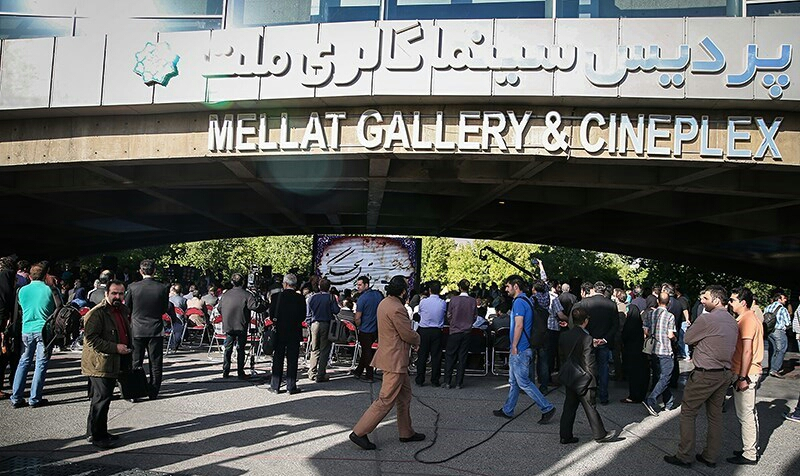
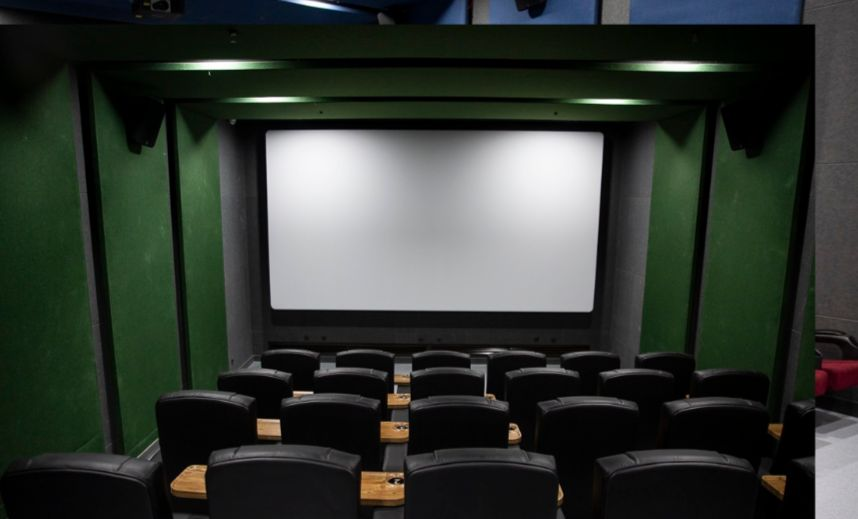
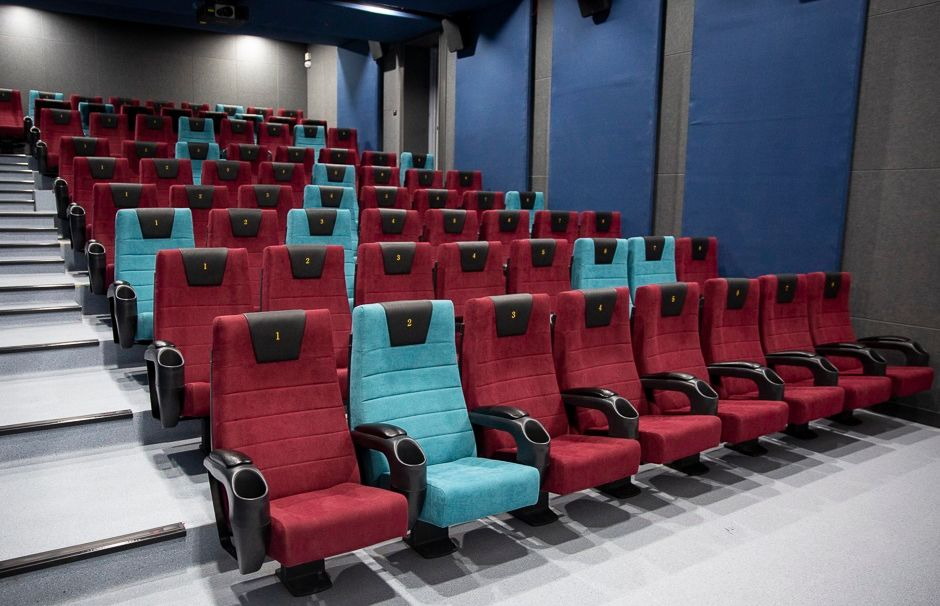